# Marisa Field
Marisa Field est une joueuse de volley-ball canadienne née le 10 juillet 1987 à Comox (Colombie-Britannique). Elle mesure 1,89 m et joue au poste de centrale. Elle totalise 120 sélections en équipe du Canada.

## Clubs
| Club                           | De        | À         |
| ------------------------------ | --------- | --------- |
| University of British Columbia | 2004-2005 | 2008-2009 |
| CV Las Palmas                  | 2009-2010 | 2009-2010 |
| SV Sinsheim                    | 2010-2011 | 2011-2012 |
| Istres OPVB                    | 2012-2013 | 2012-2013 |
| VolleyStars Thüringen          | 2013-2014 | 2013-2014 |
| NUC Volleyball                 | 2014-2015 | 2014-2015 |
| Panathinaikos Athènes          | 2015-2016 | 2015-2016 |
| Engelholms VS                  | fév 2016  | mai 2016  |
| Panathinaikos Athènes          | 2016-2017 | 2016-2017 |
| Sta. Lucia Lady Realtors       | 2017-2018 | 2017-2018 |
| A.O. Thiras                    | 2018-2019 | 2018-2019 |
| AON Argyroupolīs               | jan 2020  | …         |

## Palmarès

### Clubs
- Championnat de Suède
  - Vainqueur : 2016.
- Coupe d'Allemagne
  - Finaliste : 2014.

### Distinctions individuelles
- Championnat d'Amérique du Nord de volley-ball féminin 2011: Meilleur contreuse.